# George Gibson (Footballspieler, 1905)
George Randall Gibson (* 2. Oktober 1905 in Kendaia, New York; † 19. August 2004 in Midland, Texas) war ein US-amerikanischer American-Football-Spieler und -Trainer. Er spielte in der National Football League (NFL) bei den Minneapolis Red Jackets und den  Frankford Yellow Jackets.

## Spielerlaufbahn

### Collegekarriere
George Gibson wurde in Kendaia geboren, wuchs allerdings in Medford, Oklahoma, auf, wo er auch die Highschool besuchte. Ab 1925 studierte er Geologie an der University of Minnesota und spielte dort zusammen mit Bronko Nagurski für die Minnesota Golden Gophers College Football. 1928 fungierte George Gibson als Mannschaftskapitän der Golden Gophers und wurde aufgrund seiner sportlichen Leistungen zum All American gewählt. Gibson schloss sein Geologie-Studium 1929 ab und schloss sich den Minneapolis Red Jackets einer American-Football-Mannschaft aus der National Football League (NFL) an.

### Spieler- und Trainerlaufbahn
Gibson nahm bei den Red Jackets 1930 das Amt eines Spielers und Trainers an. Die Mannschaft um Fullback Oran Pape geriet im Laufe der Saison in finanzielle Probleme, da aufgrund schlechter Wetterverhältnisse in Minneapolis und der Niederlagen die Zuschauer den Heimspielen fern blieben. Elf Spieler der Red Jackets und George Gibson wechselten daraufhin zu den Frankford Yellow Jackets. Gibson beendete allerdings nach fünf Spielen in Philadelphia seine Laufbahn als Spieler-Trainer. Nach der Saison wurde er zum All Pro gewählt.
George Gibson kehrte an die University of Minnesota zurück und nahm sein Geologiestudium wieder auf und promovierte 1934. Als Dozent und Footballtrainer wechselte er an das Carleton College. 1936 gewann er mit den Carleton Knights, die Midwest Conference. Nach vier Jahren beendete er seine Trainertätigkeit.

## Nach der Laufbahn
Gibson zog nach Midland und arbeitete fortan als Geologe in der Ölindustrie. George Gibson war verheiratet und hatte zwei Söhne, er starb im Alter von 98 Jahren und wurde in Midland auf dem Resthaven Memorial Park beerdigt.